# Kościół św. Michała Archanioła w Konarach
Kościół świętego Michała Archanioła w Konarach – rzymskokatolicki kościół parafialny należący do parafii pod tym samym wezwaniem (dekanat jutrosiński archidiecezji poznańskiej).
Pierwsze informacje o świątyni pochodzą z 1445 roku. W 1512 roku na miejscu świątyni drewnianej Jan Konarski wybudował kościół z cegły palonej, który został zniszczony przez pożar w 1661 roku. W 1782 roku świątynia została odbudowana przez plebana Macieja Nowackiego.
Kościół został wzniesiony w stylu Ołtarz główny był kilkakrotnie przebudowywany i uzupełniany współczesnymi rzeźbami świętych Jana Nepomucena i Walentego oraz dwóch aniołów. W polu centralnym ołtarza są umieszczone obrazy Świętej Rodziny oraz na zasuwie obraz Matki Boskiej z Dzieciątkiem. 